# Queen II Tour
Queen II Tour fu la seconda tournée del gruppo rock britannico Queen, svoltasi nel 1974 e legata alla promozione del loro secondo album, Queen II. Successivo al Queen I Tour, questo tour precedette lo Sheer Heart Attack Tour, che si tenne tra il 1974 e il 1975.
Il primo maggio 1974 i Queen si esibirono a Harrisburg; Brian May dopo aver passato la sera con il chitarrista Joe Perry degli Aerosmith, salì sul palco completamente ubriaco.

## Date
| Concerti                              | Concerti                                              |
| ------------------------------------- | ----------------------------------------------------- |
| 01-03-1974 Blackpool, Regno Unito     | 02-04-1974 Birmingham, Regno Unito                    |
| 02-03-1974 Aylesbury, Regno Unito     | 16-04-1974 Denver, Stati Uniti d'America              |
| 03-03-1974 Plymouth, Regno Unito      | 17-04-1974 Kansas City, Stati Uniti d'America         |
| 04-03-1974 Paignton, Regno Unito      | 18-04-1974 Saint Louis, Stati Uniti d'America         |
| 08-03-1974 Sunderland, Regno Unito    | 19-04-1974 Oklahoma City, Stati Uniti d'America       |
| 09-03-1974 Cambridge, Regno Unito     | 20-04-1974 Memphis, Stati Uniti d'America             |
| 10-03-1974 Croydon, Regno Unito       | 21-04-1974 New Orleans, Stati Uniti d'America         |
| 12-03-1974 Dagenham, Regno Unito      | 26-04-1974 Boston, Stati Uniti d'America              |
| 14-03-1974 Cheltenham, Regno Unito    | 27-04-1974 Providence, Stati Uniti d'America          |
| 15-03-1974 Glasgow, Regno Unito       | 28-04-1974 Portland, Stati Uniti d'America            |
| 16-03-1974 Stirling, Regno Unito      | 01-05-1974 Harrisburg, Stati Uniti d'America          |
| 19-03-1974 Cleethorpes, Regno Unito   | 02-05-1974 Allentown, Stati Uniti d'America           |
| 20-03-1974 Manchester, Regno Unito    | 03-05-1974 Wilkes Barre, Stati Uniti d'America        |
| 22-03-1974 Canvey Island, Regno Unito | 04-05-1974 Waterbury, Stati Uniti d'America           |
| 23-03-1974 Cromer, Regno Unito        | 07-05-1974 New York, Stati Uniti d'America            |
| 24-03-1974 Colchester, Regno Unito    | 08-05-1974 New York, Stati Uniti d'America            |
| 26-03-1974 Isle of Man, Regno Unito   | 09-05-1974 New York, Stati Uniti d'America            |
| 28-03-1974 Aberystwyth, Regno Unito   | 10-05-1974 New York, Stati Uniti d'America (1ª parte) |
| 29-03-1974 Penzance, Regno Unito      | 10-05-1974 New York, Stati Uniti d'America (2ª parte) |
| 30-03-1974 Taunton, Regno Unito       | 11-05-1974 New York, Stati Uniti d'America            |
| 31-03-1974 Londra, Regno Unito        |                                                       |

## Scaletta principale
1. Procession
2. Father To Son
3. Ogre Battle
4. White Queen
5. Doin' All Right
6. Son And Daughter
7. Keep Yourself Alive
8. Liar
9. Jailhouse Rock
10. Shake Rattle And Roll
11. Stupid Cupid
12. Be Bop A Lula
13. Jailhouse Rock (Reprise)
14. Big Spender
15. Modern Times Rock'n'roll